# Quanp
quanp (kuàngpū)：RICOH开发的网络存储系统。

## 简介
2008年5月12日RICOH独立开发的网络存储系统quanp正式对外公开。用户可以通过网络进行免费注册，成为quanp的试用用户，体验quanp的快捷和便利。试用用户拥有1GB的网络存储空间，文件的上传/下载等基本功能与正式（付费）用户没有区别。正式用户分为两种：标准用户（10GB存储空间）和超级用户（100GB存储空间）。正式用户拥有允许他人访问并使用自己开设存储空间，手机访问等功能，并且可以获得良好的售后服务。

## 特征
- 上传文件的大小没有限制
  - 免费用户最大可以上传于自己使用空间相同1GB大小的文件。正式用户最大可以上传100GB相当的文件。理论上上传单个文件的大小可达到用户的最大容量，由于硬件的限制，在用户剩余容量允许的情况下，目前可以上传2G的单个文件。
- 上传文件的类型没有限制
  - quanp对上传文件的类型没有任何限制
- 上传的文件会自动生成小图标，方便预览
  - 目前主要支持图片文件，office系列文件，文本文件，动画文件等。
- 访问途径，工具多种多样
  - 可以通过专用工具quanp.on进行访问，也可以通过IE，Firefox等浏览器进行访问，也可以通过手机进行访问，也可以通过quanp的各种插件进行访问。

## 用户类型
- Trial(1GB/免费)
- Standard(10GB/月额300日元)
- Quantum(100GB/月额980日元)

## 提供服务一览

### quanp.on
Windows专用客户端。quanp.on是使用.NET Framework 3.0的WPFで开发的应用程序。其最主要的特征就是实现了文件的3D表示。获得了日本2008年度优秀设计奖。

### quanp.net
使用一般的网络预览器就可以文件上传和下载的网络应用程序。

### quanp Add-in for Microsoft Office 2003/2007
Microsoft Office文件进行上传和下载的office插件。

### quanp slideshow
对已经上传的文件进行自动预览的Windows小应用程序。

### quanp photo print
上传到quanp的图片文件进行【洗相片服务】。

### quanp drop
文件上传专用的Adobe AIR程序。适用于Windows以及Mac OS系统。

### quanp mobile
quanp的手机客户端。

## 支持语言
日语